# Ópályi
Ópályi is een plaats (község) en gemeente in het Hongaarse comitaat Szabolcs-Szatmár-Bereg. Ópályi telt 3030 inwoners (2001).